# Terremoto de Luzón de 2022
El terremoto de Luzón de 2022 fue un evento sísmico que ocurrió el miércoles 27 de julio de 2022, a las 08:43 hora local, en la isla de Luzón, Filipinas. El Servicio Geológico de Estados Unidos (USGS) informó que el terremoto tuvo una magnitud de 7,0 Mw con epicentro en la provincia de Abra. Al menos once personas murieron y 615 resultaron heridas.

## Terremoto
La tectónica del norte de Filipinas y alrededor de la isla de Luzón es compleja. Luzón está delimitado al este y al oeste por zonas de subducción. En la parte sur de Luzón, la zona de subducción está ubicada al este de la isla a lo largo de la Fosa de Filipinas donde la placa del mar de Filipinas se subduce hacia el oeste debajo de la placa de Sonda. En el norte de Luzón, donde ocurrió el terremoto del 27 de julio, la ubicación y dirección de la zona de subducción cambia, con otra fosa (Fosa de Manila) ubicada al oeste de Luzón y la Placa de Sunda se subduce hacia el este debajo de la Placa del Mar de Filipinas. La complejidad de la tectónica de placas en Luzón y sus alrededores se evidencia en la diversidad deMecanismos de falla en grandes terremotos. Los terremotos de magnitud 7 o mayores en esta región desde 1970 han exhibido fallas inversas, normales y de deslizamiento. Estos límites de placas activas conducen a una alta actividad sísmica. Desde 1970, se han producido otros 11 terremotos de magnitud 6,5 o más en un radio de 250 km del terremoto del 27 de julio de 2022. El más grande de estos terremotos fue un terremoto de deslizamiento de magnitud 7.7 el 16 de julio de 1990, ubicado aproximadamente a 215 km al sur del terremoto del 27 de julio. El terremoto de 1990 mató al menos a 1.600 personas e hirió a más de 3.000 personas. El terremoto de 1990 también provocó deslizamientos de tierra, licuefacción, hundimiento y ebullición de arena en Baguió.–Área de Cabanatuan– Dagupan.

### Características
El terremoto ocurrió a una profundidad relativamente baja (~ 10 km (6,2 millas)) y fue el resultado de fallas oblicuas inversas. El análisis preliminar indica que el terremoto ocurrió en una falla inversa de ángulo bajo que buzaba hacia el este con una pequeña componente de movimiento lateral izquierdo (desplazamiento de rumbo), o en una falla inversa de buzamiento pronunciado que buzaba hacia el noroeste con una componente pequeña. de movimiento lateral derecho. La profundidad, el mecanismo y la ubicación del terremoto son consistentes con el terremoto que ocurrió en la Placa del Mar de Filipinas sobre la Placa de Sunda. La placa de Sunda se subduce hacia el este debajo de Luzón con el límite de la placa ubicado frente a la costa occidental de Luzón. Según el USGS, el momento sísmico liberado fue de 5,4e+19 Nm, correspondiente a una magnitud de momento de 7,1 (Mw ). Una falla finita obtenida de la inversión sísmica sugiere que se produjo una ruptura a lo largo de una falla de cabalgamiento con buzamiento hacia el este y produjo un desplazamiento máximo de 0,9 m (2 pies 11 pulgadas).
Fue reportado como 7.3 Ms por el Instituto Filipino de Vulcanología y Sismología (PHIVOLCS). El informe fue posteriormente revisado a un terremoto de 7,0 Mw con epicentro 3 km (1,9 mi) N 25 ° W de Táyum (Abra) a una profundidad de 17 km (11 mi). PHIVOLCS registró más de 816 réplicas con magnitudes en el rango de 1,5 a 5,4.
Según un funcionario de PHIVOLCS el terremoto pudo haber ocurrido en la falla del río Abra. Los geólogos habían sido conscientes del potencial de grandes terremotos en la falla. El último terremoto conocido en la falla fue en 1868, con una magnitud de 4,0 a 5,0. La falla del río Abra es una extensión al norte de la zona de falla de Filipinas. A medida que atraviesa Luzón, se divide en tres ramas que corren debajo de las montañas del sur de la Sierra Madre, las montañas de la Cordillera Central antes de terminar en la costa norte de la isla. Las tres ramas van de norte a sur y se denominan (de oeste a este) falla de Vigan-Agao, falla del río Abra y falla de Digdig, respectivamente. La zona de falla de Filipinas está asociada conLevantamiento plioceno y cuaternario de las montañas de la Cordillera. Las fallas del río Abra y Digdig muestran un desplazamiento de rumbo puro, mientras que la falla de Vigan-Agao muestra un gran componente de empuje. En la parte norte de Luzón, la falla de Digdig muestra un componente normal.

### Intensidad

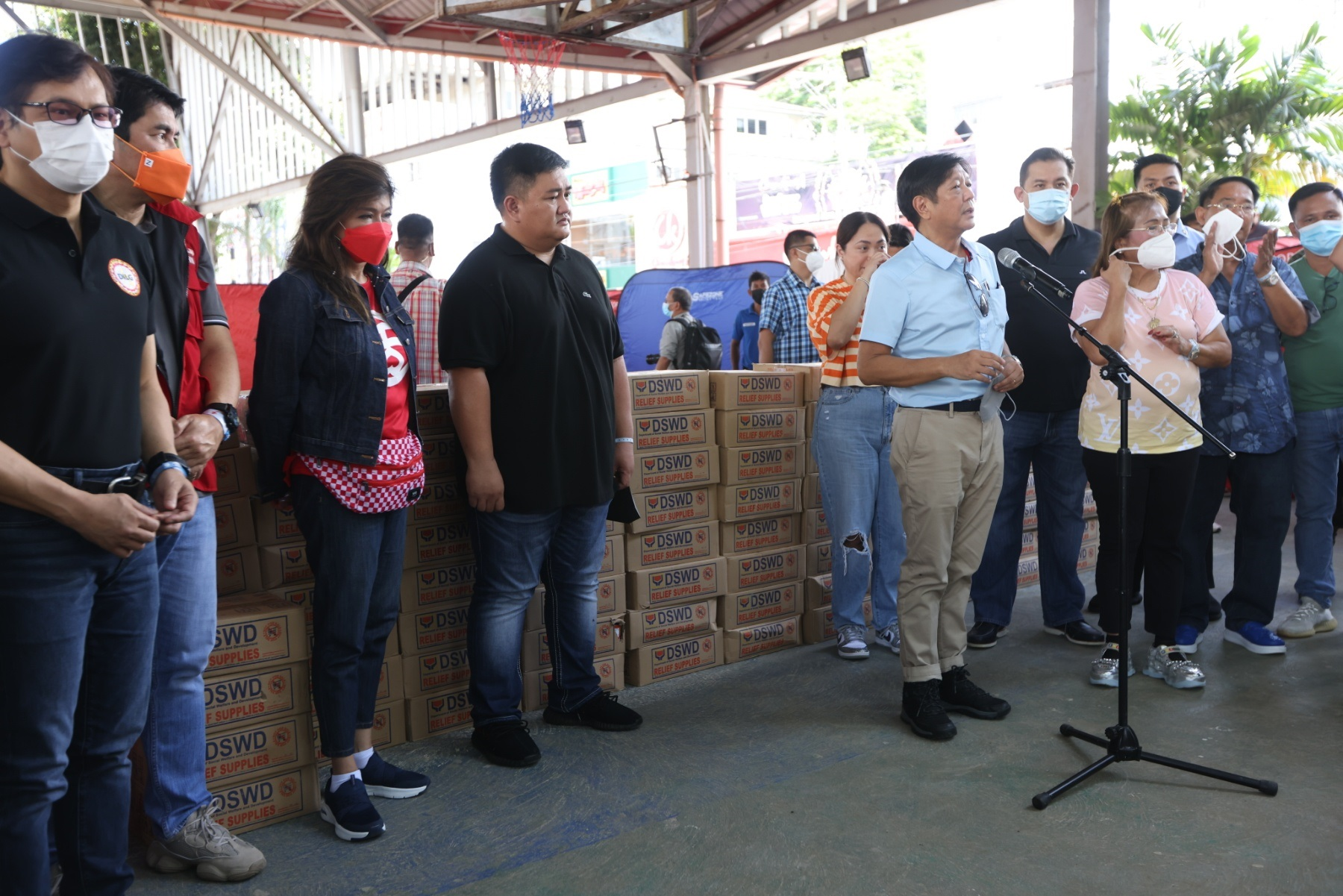
El presidente Bongbong Marcos visitando la provincia de Abra.

En la Escala de Intensidad de Terremotos PHIVOLCS (PEIS), se registró instrumentalmente una intensidad máxima de VII (Destructivo) en Vigan. Se reportó intensidad VII en Bucloc y Manabó (Abra). En Vigan, Sinait, Bantay, San Esteban, Ilocos Sur; Láoac, Pangasinán; y la ciudad de Baguió, se reportó temblor correspondiente a la intensidad VI (Muy fuerte).
En una entrevista con una estación de radio local, Renato U. Solidum, el jefe de los PHIVOLCS, se sintió con "intensidad relativamente moderada" en Manila , la capital de Filipinas. Agregó que la intensidad VIII (muy destructiva) puede haber ocurrido, pero necesitaría ser evaluada más a fondo.

## Respuesta
PHIVOLCS declaró que no había amenaza de tsunami, y no se emitió una alerta. Debido al epicentro tierra adentro, el terremoto no pudo provocar un levantamiento del fondo marino ni desencadenar grandes olas. Sin embargo PHIVOLCS señaló que las costas y los cuerpos de agua cerrados pueden experimentar seiches debido a la oscilación del terremoto.
Según National Grid Corporation of the Philippines (NGCP), los servicios de energía en Manila y las provincias circundantes no se interrumpieron. El NGCP dijo que puede haber ocurrido un disparo de carga.
Se encomendó a los comandantes de la Policía Nacional de Filipinas (PNP) en Luzón que cooperaran con la Oficina regional de Gestión y Reducción de Riesgos para maximizar las operaciones de socorro. Todas las infraestructuras de la PNP también fueron inspeccionadas en busca de daños. El Ejército y la Guardia Costera también fueron enviados a las áreas afectadas.
El presidente Bongbong Marcos realizó una conferencia de prensa sobre el desastre y tenía previsto volar a Abra. Se esperaba que él se coordinara con los establecimientos del gobierno nacional y local en los esfuerzos de socorro, pero estaba "manteniéndose alejado" en el presente. Agregó que esto era para que el gobierno local pudiera realizar sus trámites sin "perturbar (perturbar) el trabajo (de los funcionarios locales)".  El presidente Marcos también ha pedido a las empresas de telecomunicaciones que den comunicación gratuita a las zonas donde se han derrumbado las torres de transmisión. Las autoridades locales declararon que se suspenderían el trabajo y las escuelas en partes de Ilocos Norte para permitir que se lleven a cabo las evaluaciones de daños.
En la región de Ilocos, la Secretaría de Bienestar Social y Desarrollo (DSWD) dijo que estaría lista para atender a los afectados. Se prepararon y almacenaron en almacenes más de 17.410 paquetes de alimentos familiares y 9.291 artículos no alimentarios, listos para su distribución. Se establecieron ₱ 2.699.953 adicionales como reserva para la respuesta de emergencia. El alcalde también suspendió el trabajo y la escuela en la ciudad de Baguio.
El Gobernador de Abra, Domingo Valera, declaró a toda la provincia en estado de calamidad. Los funcionarios de la provincia también autorizaron la utilización del 58 por ciento del Fondo de Reserva para Calamidades para los esfuerzos de socorro.
Huang Xiliang el embajador chino en Filipinas, dijo que China estaría lista para brindar asistencia.  UNICEF dijo que los suministros de emergencia estaban listos para apoyar los esfuerzos de socorro del gobierno y ayudar a los niños y familias afectados. El gobierno taiwanés dijo que su Agencia Nacional de Bomberos estaba preparada para realizar misiones de rescate si se solicitaba ayuda.

## Impacto

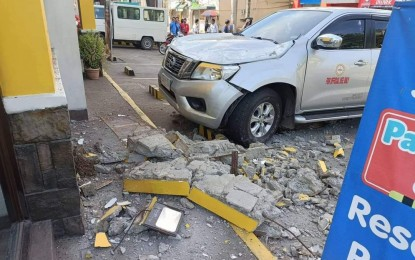
Un vehículo dañado por la caída de escombros.

Al 28 de julio de 2022 el Consejo Nacional de Gestión y Reducción del Riesgo de Desastres (NDRRMC) informó cuatro muertes y 131 heridos. Más de 20.000 personas resultaron afectadas, de las cuales, 8.314 fueron trasladadas a 31 centros de evacuación. Se desencadenaron al menos 58 deslizamientos de tierra. El terremoto destruyó 317 casas y dañó un total de otras 3.177, así como 51 edificios. A lo largo de la Región Administrativa Cordillera se produjeron daños en 29 caminos municipales. Sesenta y una escuelas resultaron dañadas, incluidas 76 aulas que quedaron completamente destruidas. El costo estimado de los daños fue de PHP 33,8 millones (US $ 615 mil). 

### Abra
Una encuesta preliminar de daños sugiere que al menos el 80 por ciento de Abra se vio afectado. Se infligieron graves daños a las infraestructuras privadas y gubernamentales. Se produjo un corte de energía en toda la provincia debido a la destrucción de las líneas eléctricas. Muchos negocios fueron interrumpidos. Los residentes se han quedado fuera de sus casas y se han quedado sin comida.  Un aldeano murió cuando fue golpeado por losas de cemento que caían en su casa. En Bangued una persona murió cuando las paredes de un dormitorio se derrumbaron y otras 44 resultaron heridas debido a la caída de escombros. Las iglesias históricas de la provincia tampoco se salvaron del terremoto. El Santuario de San Lorenzo Ruiz en Bangued sufrió importantes daños con uno de sus campanarios reducido a escombros. Más de 640 desplazados se refugiaron en la plaza del pueblo. La iglesia de Tayum en el pueblo del mismo nombre también sufrió daños por el terremoto. Dos puentes, uno en Manabo y otro en Bangued, respectivamente, fueron afectados. Escuelas, y 20 propiedades gubernamentales resultaron dañadas. Se reportaron al menos 31 deslizamientos de tierra y se evacuó un hospital parcialmente colapsado. Las infraestructuras viales, incluidos tres puentes, resultaron dañadas. Los funcionarios publicaron fotografías de la provincia de Abra, el epicentro del terremoto, que mostraban edificios dañados, algunos de los cuales se habían derrumbado parcialmente. 

### Benguet
Hubo dos muertes en Benguet incluida una en La Trinidad que murió debido a la caída de escombros de un edificio derrumbado. Al menos 62 edificios resultaron dañados en la ciudad. Funcionarios en Baguio declararon que varios caminos cruciales fueron afectados por escombros. Treinta y tres edificios resultaron dañados. Los cierres de carreteras afectaron a los automovilistas a lo largo de Kennon Road, Baguio-Bua-Itogon National Road y Benguet-Nueva Vizcaya Road dejando abierta solo la carretera Aspiras-Palispis. Fotos de la ciudad de Baguió mostró a los pacientes en los terrenos de un hospital después de que fueran evacuados. Uno de ellos iba en silla de ruedas, acompañado de personal médico. Un estudiante de la Universidad de San Luis resultó herido durante un pánico. 

### Ilocos Sur
Los sitios del patrimonio en la ciudad de Vigan, declarada Patrimonio de la Humanidad por la UNESCO, resultaron dañados incluida la catedral de Vigan y las casas del siglo antiguo, así como algunas líneas eléctricas derribadas a lo largo de la calle Crisologo. Partes del antiguo campanario histórico de la iglesia de Bantay en la ciudad del mismo nombre también se derrumbaron debido al terremoto. Se sintió fuertemente en Ilocos Sur por 30 segundos o más.

### Manila
El terremoto se sintió con fuerza en Metro de Manila pero no fue suficiente para causar daños. El terremoto provocó que el Sistema de Tránsito Ferroviario Metro de Manila suspendiera el servicio durante la hora pico. Las operaciones se reanudaron a las 10:12, con la excepción de LRT Línea 2 debido a las inspecciones. Los ocupantes del edificio del Senado en Pasay también fueron evacuados.

### En otras partes
En Apayao las autoridades señalaron que dos estructuras resultaron dañadas. En Kalinga un trabajador se cayó de un edificio y sufrió fracturas en las piernas antes de ser trasladado al Hospital del Distrito de Kalinga Occidental. También se informó de una muerte en la provincia. En Ilocos Norte cayeron ladrillos de edificios antiguos, incluso en una escuela primaria. También aparecieron grietas en el mercado público. La Autoridad Portuaria de Filipinas (PAA) dijo que se produjeron grietas finas en un edificio en el Puerto de Currimao, Ilocos Norte, y en una terminal de pasajeros en Claveria (Cagayán). En Asipulo (Ifugao) un derrumbe sepultó parcialmente una ambulancia; cuatro ocupantes, incluida una mujer embarazada escaparon ilesos.